# Diego Fernández de Velasco (gobernador)
Diego Fernández de Velasco (España, c. 1540 – Panamá, 1616) fue un político español destacado por sus cargos de gobernador de Yucatán (1597-1604), gobernador de Cartagena de Indias (1606-1609) y  gobernador de Panamá (1609-1616).

## Biografía
Hijo de Diego López de Zúñiga y Velasco, IV conde de Nieva y IV Virrey del Perú.
Fue el último gobernador de Yucatán nombrado por el rey Felipe II. Fue después gobernador de Cartagena de Indias (1606) y más tarde gobernador y capitán general de Panamá, así como presidente de su Real Audiencia. Falleció durante el desempeño de este último cargo en 1616.

## Gobernación de Yucatán
Fue el último gobernador de Yucatán del siglo XVI y el primero del siglo XVII. Se hizo cargo de la gubernatura de Yucatán hasta finales de 1604. 
En 1598 el puerto de San Francisco de Campeche fue invadido por corsarios ingleses al mando de William Parker. Según el historiador Eligio Ancona en su Historia de Yucatán el rescate del puerto tuvo probablemente lugar durante la administración de Fernández de Velasco.
En 1599 volvieron a aparecer los filibusteros en los puertos del Caribe de la Península de Yucatán, frente a la isla de Cozumel. También en Río Lagartos sobre la costa del Golfo de México. El gobernador mandó reforzar esos puertos y logró evitar que los piratas hicieran incursiones en tierra. Finalmente, los bucaneros se desplazaron hacia las costas de Tabasco donde saquearon y pillaron en diversas localidades.
En 1599 Fernández de Velasco organizó diversos actos multitudinarios para celebrar las honras fúnebres de Felipe II, fallecido en septiembre de 1598, y también para reconocer el acceso al trono de Felipe III.
El año de 1600 la capital de la provincia, Mérida, supo por voz de su gobernador que los piratas habían regresado a los litorales de la península. De inmediato el puerto de Sisal fue reforzado y Mérida realizó preparativos para una eventual agresión de los corsarios. Cuatro barcos piratas se estacionaron frente al puerto y el gobernador marchó a enfrentarlos con un buen número de hombres. Después de 24 días de acecho, los corsarios levaron anclas y se retiraron. Después de esto el gobernador solicitó al rey la creación de una fuerza militar permanente para la defensa de Mérida.
Durante la administración de Diego Fernández de Velasco se concluyeron los trabajos de cantería de la Catedral de Yucatán.
En 1606 fue designado gobernador de Cartagena de Indias y en 1615, gobernador de Panamá, donde falleció en 1616.